# Iudaism mesianic
Mesianicii sunt o categorie de evrei sau neevrei care cred ca Yeshua (Iisus) este Mesia (ha Mashiach, fiul lui Dumnezeu).
Mesianicii sunt păstrători ai religiei iudaice, în forma sa scripturală, serbînd Shabbatul (Sabatul sau Sîmbăta;) ca zi de odihnă. Diferența dintre mesianici și evreii creștini o reprezintă tocmai rămînerea primilor lîngă principiile de bază ale iudaismului combinat cu creștinismul primelor secole creștine (credința în Yeshua ha Maschiach, serbarea Shabbatului, serbarea Frîngerii Pîinii - Euharistia, o dietă kosher ș.a.).
În România, Mesianicii sunt prezenți de foarte mulți ani, încă din perioada secolului XIX, în special în mediul rural, cunoscuți și sub alte nume.